# Cuidado que mancha (DVD)
DVD do grupo Cuidado que Mancha lançado em 2006, contendo três espetáculos para crianças gravados ao vivo no Teatro Bruno Kiefer, em Porto Alegre: "A Mulher gigante" (musical com bonecos, 40 minutos), "A Família Sujo" (teatro musical, 31 minutos) e "O Natal de Natanael" (teatro musical, 32 minutos). 
O DVD possui duração total de 108 minutos e inclui as letras completas das músicas, com visualização selecionável. Como extra, o curta-bônus "O Quadro da Andréa".

## Ficha técnica
Direção: Ana Luiza Azevedo

Produção Executiva: Nora Goulart e Luciana Tomasi

Textos: Gustavo Finkler e Raquel Grabauska

Músicas: Gustavo Finkler e Jackson Zambelli

Direção dos Espetáculos: Raquel Grabauska e Mirna Spritzer

Direção de Fotografia: Juliano Lopes

Montagem: Giba Assis Brasil